# Bora (corvette)
Pour les articles homonymes, voir Bora.
Le Bora (anciennement MRK-27) est une corvette de la marine soviétique puis de la marine russe, le navire de tête de la classe Bora (projet 1239). Dans la classification soviétique et plus tard russe, il est considéré comme un « petit navire lance-missiles » (en russe : малый ракетный корабль, МРК). Comme le reste de la classe, il s’agit d’un navire à effet de surface (aéroglisseur) armé de missiles antinavires. C’est le plus grand navire de guerre à grande vitesse dans la construction navale russe et mondiale, utilisant une plate-forme hydrodynamique, un catamaran avec sustentation aérostatique,.

## Construction et carrière
Le MRK-27 a été lancé en 1987 au chantier naval A.M. Gorki à Zelenodolsk et mis en service le 30 décembre 1989.
Le 19 mars 1992, il est rebaptisé Bora.
En 1997, après une période d’essais, il a été incorporé dans la flotte de la mer Noire de Russie, dans la 41e brigade de navires lance-missiles de la base navale de Crimée. Il fait partie des forces de préparation permanente de la flotte de la mer Noire depuis 1997.
Il est entré en réparation en 2015. Il a été signalé en janvier 2022 qu’il entrait dans la dernière étape des réparations.

## Commandants
- Capitaine de 2e rang Nikolaï Gontcharov[7]
- Capitaine de 2e rang Dmitry Efremov[7].